# Мэйшань
Мэйша́нь (кит. упр. 眉山, пиньинь Méishān) — городской округ в провинции Сычуань КНР.

## История
В 1950 году был образован Специальный район Мэйшань (眉山专区), объединяющий 10 уездов. В 1953 году он был расформирован, а уезды Мэйшань, Пэншань, Циншэнь, Цзяцзян, Хунъя и Даньлэн вошли в состав Специального района Лэшань (乐山专区). В 1968 году Специальный район Лэшань был переименован в Округ Лэшань (乐山地区). В 1985 году округ Лэшань был преобразован в городской округ Лэшань. В 1997 году шесть уездов городского округа Лэшань были выделены в отдельный Округ Мэйшань (眉山地区).
В 2000 году постановлением Госсовета КНР округ Мэйшань был преобразован в городской округ; при этом уезд Мэйшань был расформирован, а его территория стала районом Дунпо городского округа Мэйшань.
В 2014 году уезд Пэншань был преобразован в район городского подчинения.

## Административно-территориальное деление
Городской округ Мэйшань делится на 2 района, 4 уезда:
| Карта | Карта  | Карта    | Карта     | Карта         | Карта            | Карта         | Карта                      |
| ----- | ------ | -------- | --------- | ------------- | ---------------- | ------------- | -------------------------- |
|       |        |          |           |               |                  |               |                            |
| #     | Статус | Название | Иероглифы | Пиньинь       | Население (2004) | Площадь (км²) | Плотность населения (/км²) |
| 1     | Район  | Дунпо    | 东坡区    | Dōngpō qū     | 820 000          | 1331          | 616                        |
| 2     | Уезд   | Жэньшоу  | 仁寿县    | Rénshòu xiàn  | 1 560 000        | 2606          | 599                        |
| 3     | Район  | Пэншань  | 彭山区    | Péngshān qū   | 320 000          | 465           | 688                        |
| 4     | Уезд   | Хунъя    | 洪雅县    | Hóngyǎ xiàn   | 340 000          | 1948          | 175                        |
| 5     | Уезд   | Даньлэн  | 丹棱县    | Dānléng xiàn  | 160 000          | 449           | 356                        |
| 6     | Уезд   | Циншэнь  | 青神县    | Qīngshén xiàn | 200 000          | 387           | 517                        |

## Экономика
В округе расположены химические заводы Wanhua Chemical Group и Golden Elephant Sincerity Chemical, вагонный завод CRRC Meishan Railway Rolling Stock, завод электроники Truly Renshou High-end Display Technology, завод телекоммуникационного оборудования Министерства почты и телекоммуникаций Китая, завод солнечных панелей Tongwei Solar, мебельные фабрики Pengshan Xinshuanglu Furniture и Meishan Ou’erya Furniture, обувная фабрика Lixin Footwear, табачная фабрика Sichuan Fuling Cigarette, завод стирального порошка Unilever.

## Культура
На международном экологическом курорте Хэйлунтань регулярно с 2013 года проводится «Весенний музыкальный фестиваль».